# Municipio de Butternut Valley
El municipio de Butternut Valley (en inglés: Butternut Valley Township) es un municipio ubicado en el condado de Blue Earth en el estado estadounidense de Minnesota. En el año 2010 tenía una población de 325 habitantes y una densidad poblacional de 3,49 personas por km².

## Geografía
El municipio de Butternut Valley se encuentra ubicado en las coordenadas 44°8′49″N 94°18′7″O / 44.14694, -94.30194. Según la Oficina del Censo de los Estados Unidos, el municipio tiene una superficie total de 93.24 km², de la cual 91,31 km² corresponden a tierra firme y (2,06 %) 1,92 km² es agua.

## Demografía
Según el censo de 2010, había 325 personas residiendo en el municipio de Butternut Valley. La densidad de población era de 3,49 hab./km². De los 325 habitantes, el municipio de Butternut Valley estaba compuesto por el 97,23 % blancos, el 0,31 % eran afroamericanos, el 0,62 % eran asiáticos, el 1,54 % eran de otras razas y el 0,31 % eran de una mezcla de razas. Del total de la población el 1,85 % eran hispanos o latinos de cualquier raza.